# 宝塔区
宝塔区是陕西省延安市下辖的市辖区，也是市政府所在地，因境内延安宝塔而得名。东边是延长县，西边是安塞县，南部毗邻甘泉、宜川、富县，北部毗邻子长、延川县。常住人口約64.5万人，区人民政府驻宝塔山街道。总面积为3,539.44平方公里。

## 历史
秦时设上郡之高奴县。1937年中共中央设延安市，为陕甘宁边区政府所在地。1949年，改称延安县。1972年，改为延安地区所属的县级延安市。1996年延安地区改为延安市后，该县级市改为宝塔区。

## 人口
根据2020年第七次全国人口普查结果，宝塔区常住人口为640951人，常住人口数在延安市13个县级行政区中排第1位。 与2010年第六次全国人口普查的475234人相比，十年共增加165717人，增长34.87%，年平均增长率为3.04%。

## 行政区划
宝塔区下辖5个街道办事处、12个镇、1个乡：
宝塔山街道、南市街道、凤凰山街道、枣园街道、桥沟街道、河庄坪镇、李渠镇、姚店镇、青化砭镇、蟠龙镇、柳林镇、南泥湾镇、临镇、甘谷驿镇、万花山镇、川口镇、麻洞川镇和冯庄乡。

## 经济
农业为主，工业以石油相关企业为主。村村通电话，境内有西安至黄陵的高速公路、西延铁路、神延铁路、210国道经过。